# دنیس سوارز
دنیس سوارز فرناندز (اسپانیایی: Denis Suárez Fernández‎؛ زادهٔ ۶ ژانویهٔ ۱۹۹۴) بازیکن فوتبال اهل اسپانیا است. او هم اکنون عضو باشگاه فوتبال ویارئال است.
سوارز در تیم زیر ۱۷ سال اسپانیا به میدان رفته و مقابل مولداوی و ایرلند شمالی دو گل برای این تیم به ثمر رساند. او همچنین عضو تیم زیر ۱۹ سال اسپانیا بود که در سال ۲۰۱۲ قهرمان اروپا شد. سوارز در دقیقه ۷۱ در فینال مقابل یونان تعویض شد و شش بازی در مسابقات انجام داد و دو گل زد. در تاریخ ۲۹ مه ۲۰۱۶ او اولین بازی خود را در بزرگسالان انجام داد که به عنوان جانشین در نیمه دوم به جای داوید سیلوا در یک بازی دوستانه مقابل بوسنی و هرزگوین به میدان رفت.